# Francos (Pesoz)
Francos es una entidad de población española de la parroquia de Pesoz, perteneciente al municipio del mismo nombre, en la comunidad autónoma de Asturias.

## Historia
Hacia mediados del siglo XIX, el lugar, ya por entonces perteneciente a Pesoz, tenía contabilizada una población de 112 habitantes. Aparece descrito en el octavo volumen del Diccionario geográfico-estadístico-histórico de España y sus posesiones de Ultramar de Pascual Madoz con las siguientes palabras:

FRANCOS: l. en la prov. de Oviedo, ayunt. y felig. de Santiago de Pesoz. sit. cerca de la cumbre de una grande cuesta, por cuyo pie corre el r. Angueira. Tiene una ermita dedicada á San Antonio. prod.: centeno, maiz, algun vino, patatas y muchas castañas. pobl.: 22 vecinos, 112 alm.
(Madoz, 1847, p. 166)

En 2023, la entidad singular de población, encuadrada dentro de la entidad colectiva de Pesoz, tenía empadronados ocho habitantes.